# Гриллич, Флориан
Фло́риан Гри́ллич (нем. Florian Grillitsch; 7 августа 1995, Нойнкирхен, Австрия) — австрийский футболист, полузащитник клуба «Хоффенхайм» и сборной Австрии. Участник двух чемпионатов Европы (2020 и 2024).

## Карьера
Флориан начал заниматься футболом в школе «Поттсшаха», а в 2008 году перешёл в школу «Санкт-Пёльтена». 21 июня 2013 года подписал контракт с «Вердером». Следующие два года Флориан провёл во второй команде, вместе с которой вышел в Третью лигу. Перед началом сезона 2015/16 начал вызываться в первую команду, за которую дебютировал 15 августа 2015 года, выйдя на замену в матче против «Шальке».
В сезоне 2017/18 Гриллич перешел в «Хоффенхайм». В июне 2019 года контракт Гриллича с клубом был продлён до 2022 года.
1 сентября 2022 года перешёл в амстердамский «Аякс», подписав с клубом контракт на один сезон.